# Andrey Pereira
Andrey Pereira (18 maggio 1993) è un giocatore di football americano brasiliano, che gioca come defensive lineman per i Timbó Rex.

## Palmarès
- 1 Sulamericano (2023)
- 2 Brasil Bowl (Timbó Rex, 2016, 2022)
- 1 Torneio Touchdown (Timbó Rex, 2015)
- 5 Campeonato Catarinense de Futebol Americano (Timbó Rex, 2015, 2016, 2017, 2018, 2019)